# Stuart Holmes
Stuart Holmes (Chicago, 10 de março de 1884 – Hollywood, 29 de dezembro de 1971) foi um ator de cinema estadunidense que iniciou sua carreira na era do cinema mudo, alcançando a era sonora. Atuou em mais de 500 filmes entre 1909 e 1964.

## Biografia
Nascido Joseph Liebchen em Chicago, Illinois, atuou pela primeira vez em 1909, no curta-metragem The Way of the Cross, pelo Vitagraph Studios. Seguiram-se centenas de curta-metragens e alguns seriados, através da era muda, fazendo a transição para o cinema falado.
Seu primeiro filme falado foi Captain of the Guard, de John S. Robertson, em 1930, em que personifica Luis XVI, ao lado de Laura La Plante. Quando sua carreira declinou, passou a atuar em pequenos papéis não creditados, em filmes como Gilda, em 1946, e Singin' in the Rain, em 1952. Seu último filme foi Youngblood Hawke, em 1964, para a Warner Bros., sob a direção de Delmer Daves, num pequeno papel não creditado.
Na televisão, participou de várias séries, entre elas Bonanza e Have Gun - Will Trave. Participou do primeiro episódio de Adventures of Superman, Superman on Earth, em 1952.
Holmes faleceu em 29 de dezembro de 1971, em Hollywood, California.

## Filmografia parcial
- The Way of the Cross (1909)
- The Woman Hater (1910)
- The Young Millionaire (1912)
- The Tell-Tale Message (1912)
- A Battle of Wits (1912)
- A Business Buccaneer (1912)
- The Game Warden (1913)
- The Fire Coward (1913)
- The Face at the Window (1913)

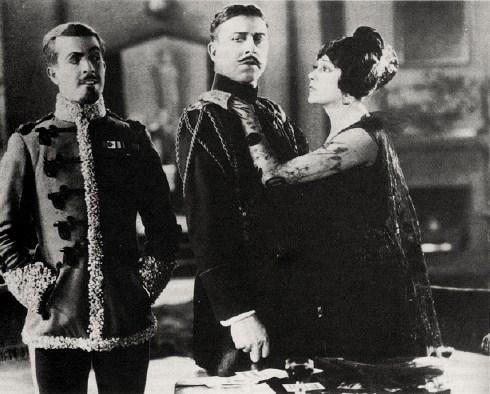
Ramón Novarro, Stuart Holmes e Barbara La Marr em The Prisoner of Zenda (1922)

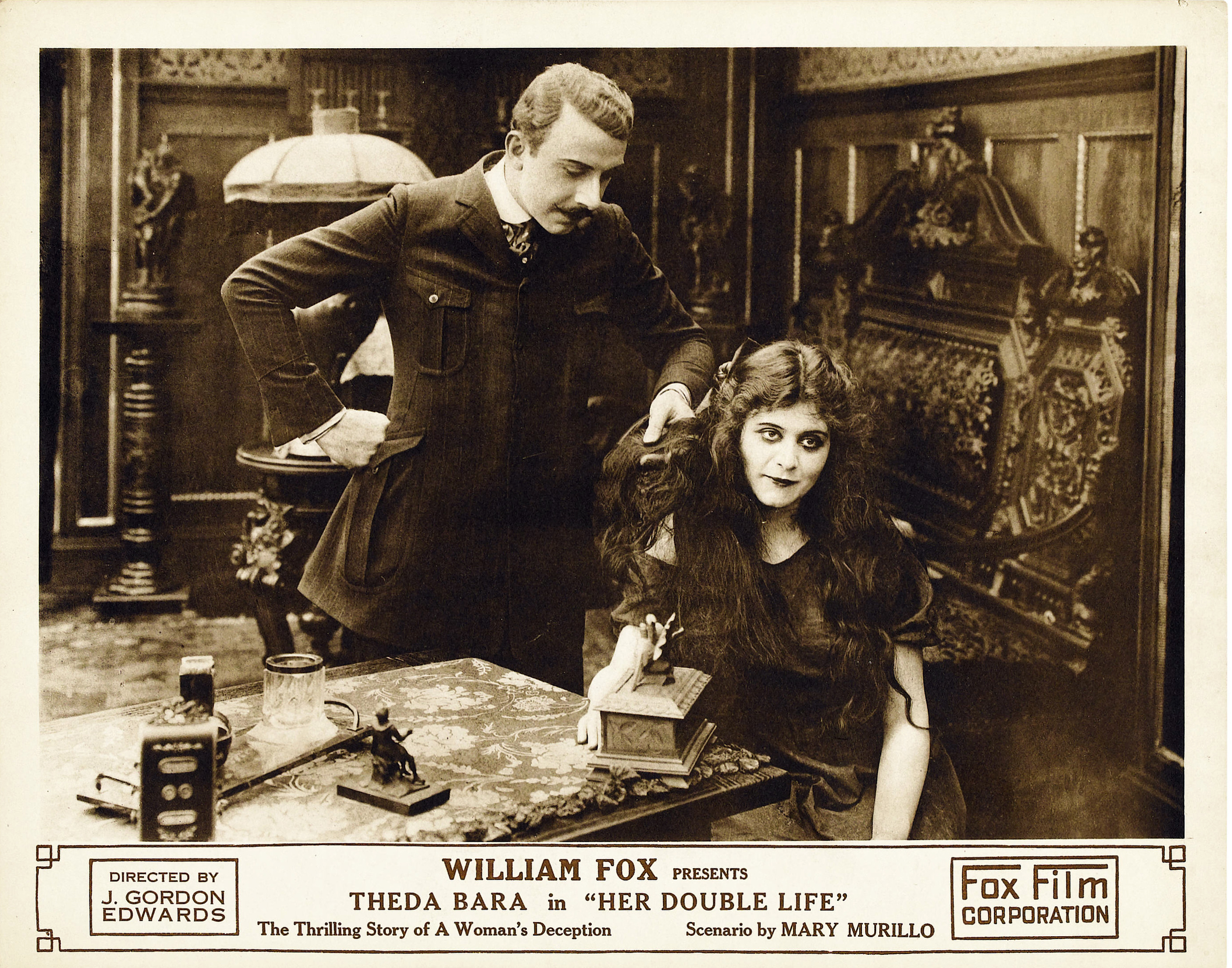
Holmes com Theda Bara em Her Double Life (1916)

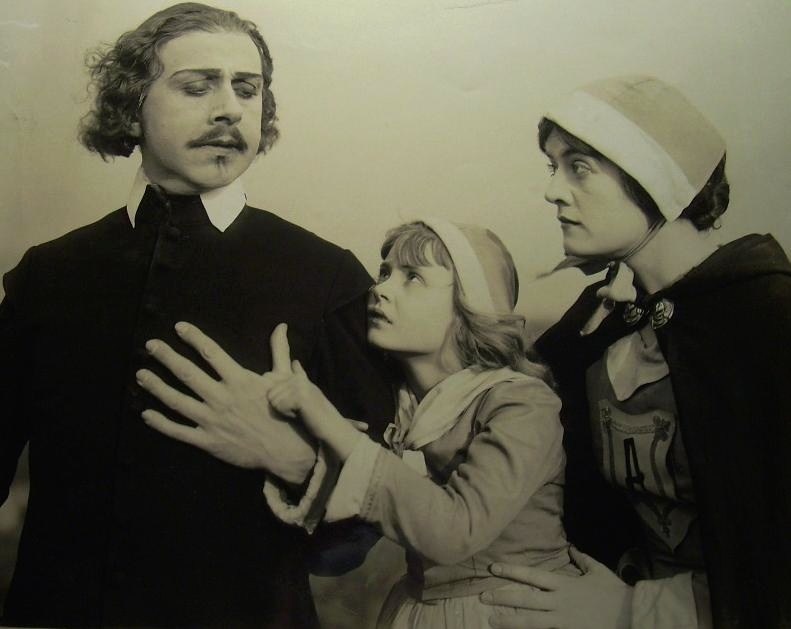
Stuart Holmes, Kittens Reichert e Mary Martin em The Scarlet Letter (1917)

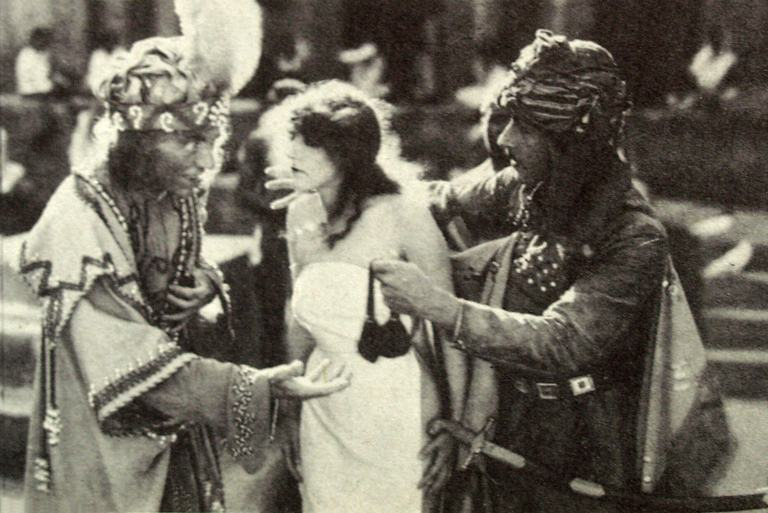
Stuart Holmes, Annette Kellerman e Mark Price em A Daughter of the Gods (1916).

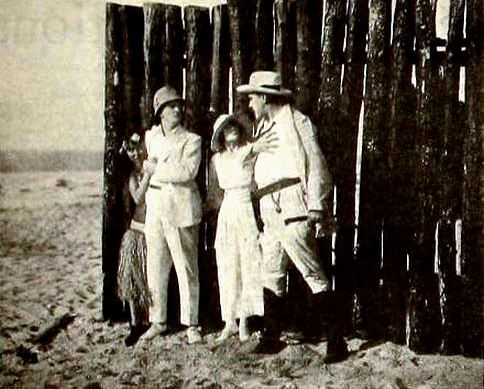
Cena do seriado Trailed By Three (1920), com Stuart Holmes e Frankie Mann.

- The Pursuit of the Smugglers (1913)
- The Combination of the Safe (1914)
- The Clemenceau Case (1915)
- The Galley Slave (1915)
- A Daughter of the Gods (1916)
- A Wife's Sacrifice (1916)
- East Lynne (1916)
- Under Two Flags (1916)
- Her Double Life (1916)
- Tangled Lives (1917)
- The Poor Rich Man (1918)
- The Other Man's Wife (1919)
- Trailed By Three (1920)
- The Evil Eye (1920)
- No Woman Knows (1921)
- Her Husband's Trademark (1922)
- The Prisoner of Zenda (1922)
- Under Two Flags (1922)
- The Unknown Purple (1923)
- Shadow of the Law (1926)
- The Midnight Message (1926)
- Duck Soup (1927)
- When a Man Loves (1927)
- The Hawk's Nest (1928)
- Should Tall Men Marry? (1928)
- The Man Who Laughs (1928)
- Belle of the Nineties (1934)
- The Case of the Velvet Claws (1936)
- Penrod and Sam (1937)
- Kid Galahad (1937, não-creditado)
- Jezebel (não-creditado, 1938)
- Devil's Island (1939)
- The Roaring Twenties (não-creditado, 1939)
- The Oklahoma Kid (1939)
- Dark Victory (não-creditado, 1939)
- Affectionately Yours (1941)
- Meet John Doe (não-creditado, 1941)
- Yankee Doodle Dandy (1942)
- The Portrait of Dorian Gray (1945)
- Gilda (não-creditado, 1946)
- The Best Years of Our Lives (1946, não-creditado)
- The Ghost and Mrs. Muir (1947)
- The Perils of Pauline (1947)
- The Farmer's Daughter (1947)
- Song of Love (1947, não-creditado)
- Joan of Arc (não-creditado, 1948)
- Beyond Glory (não-creditado 1948)
- Alias Nick Beal (não creditado, 1949)
- Let's Dance (não-creditado, 1950)
- Father of the Bride (não-creditado, 1950)
- People Will Talk (1951)
- Adventures of Superman, 1º episódio: Superman on Earth (1952)
- The Bad and the Beautiful (não-creditado, 1952)
- Carrie (não-creditado, 1952)
- Singin' in the Rain (não-creditado, 1952)
- Limelight (não-creditado, 1952)
- The Band Wagon (não-creditado, 1953)
- The Wings of Eagles (não-creditado, 1957)
- Party Girl (não-creditado, 1958)
- Al Capone (não-creditado, 1959)
- Beloved Infidel (não-creditado, 1959)
- The Errand Boy (não-creditado, 1961)
- The Man Who Shot Liberty Valance (1962, não-creditado)
- The Nutty Professor (1963)
- Youngblood Hawke (1964)